# Aneurhynchus pentatomus
Aneurhynchus pentatomus är en stekelart som beskrevs av Thomson 1858. Aneurhynchus pentatomus ingår i släktet Aneurhynchus, och familjen hyllhornsteklar. Arten är reproducerande i Sverige.